# Козинский, Пётр Борисович
Пётр Борисович Козинский (1927—2001) — композитор, музыкальный педагог, заслуженный деятель искусств Карельской АССР. (1977).

## Биография
С 1938 по 1941 гг. занимался в музыкальном кружке Ленинградского дворца пионеров под руководством академика Б. В. Асафьева.
В 1944 г. окончил теоретическое отделение музыкального училища им. Н. А. Римского-Корсакова в Ленинграде.
В 1952 г. окончил Ленинградскую государственную консерваторию по классу композиции у доцента В. В. Пушкова (1952).
В 1952—1986 гг. преподавал в Петрозаводском музыкальном училище имени К. Э. Раутио теоретические дисциплины и фортепиано.
Основная сфера композиторской работы — камерная, вокальная и инструментальная музыка, композитор уделял большое значение фольклорным сюжетам, в том числе карельском эпосу, работал в песенном жанре: особенную известность получили его песни о Карелии — «Белые ночи Карелии» (слова Ю. Ушакова), «Песня о Петрозаводске» (слова И. Костина), писал музыку на стихи Ф. Тютчева, А. Блока, С. Есенина, И. Костина, Я. Ругоева, а также японских поэтов. Композитор уделял большое внимание музыкальным произведениям для детей.
Член Союза композиторов СССР, заместитель председателя Союза композиторов Карелии (1976―86).

## Избранные произведения
- «Принцесса кошачьего замка» опера-сказка в 2-х действиях, либретто В. Котлярова (1980)
- Струнный концерт № 1 (1952)
- Струнный концерт № 2 (1956)
- Струнный концерт № 3 (1964)
- Концертино для кларнета и струнного оркестра (1971)
- Соната для фагота и фортепиано (1971)
- Три детские пьесы (1960)
- Камерная сюита для арфы (1976)
- Карельские пословицы и поговорки. 12 пьес для фортепиано (1978)
- «Северные акварели» сюита для арфы по картинам Юнтунена (1979)
- Деревья Карелии, сборник пьес для фортепиано (1984)
- Раздумье: вокальный цикл для низкого голоса : пять песен на стихи Г. Горбовского (1968)
- Песни карелов о Ленине, слова Я. Ругоева (1969)
- Моя Карелия, слова Я. Ругоева (1969)
- 6 песен на стихи поэтов Японии [для голоса и фортепиано]: Ямабэ Акахито, Томонори, Ки-но Уураюки, Осикоти Мицунэ, Нюдо-саки-но Дайдзёдаидзин (1971)
- За мир! «Обращаюсь ко всем живущим…», слова М. Дудина (1975)
- Песни из Кантелетар (1976)
- Сюита для оркестра кантеле (1976)
- Ива «Что ты клонишь над водами…», слова Ф. Тютчева (1977)
- Вокальные прелюдии, слова А. Блока (1980)
- Сам спою я песни дедов (1983)
- Белые ночи Карелии, слова Ю. Ушакова
- Когда проходит молодость, слова С. Щипачёва